# Gaztelu
Gaztelu ist eine Gemeinde (Municipio) in der Provinz Gipuzkoa im spanischen Baskenland. Sie hat 169 Einwohner (Stand: 2024). Von 1966 bis 1995 war Gaztelu Teil der Gemeinde Leaburu-Gaztelu.

## Geografie
Gaztelu liegt etwa 80 Kilometer ostsüdöstlich von Bilbao und 21 Kilometer südsüdwestlich von der Provinzhauptstadt Donostia-San Sebastián in einer Höhe von ca. 460 m.

## Bevölkerungsentwicklung
| 1995 | 2001 | 2011 | 2021 |
| ---- | ---- | ---- | ---- |
| 143  | 150  | 170  | 173  |

## Sehenswürdigkeiten

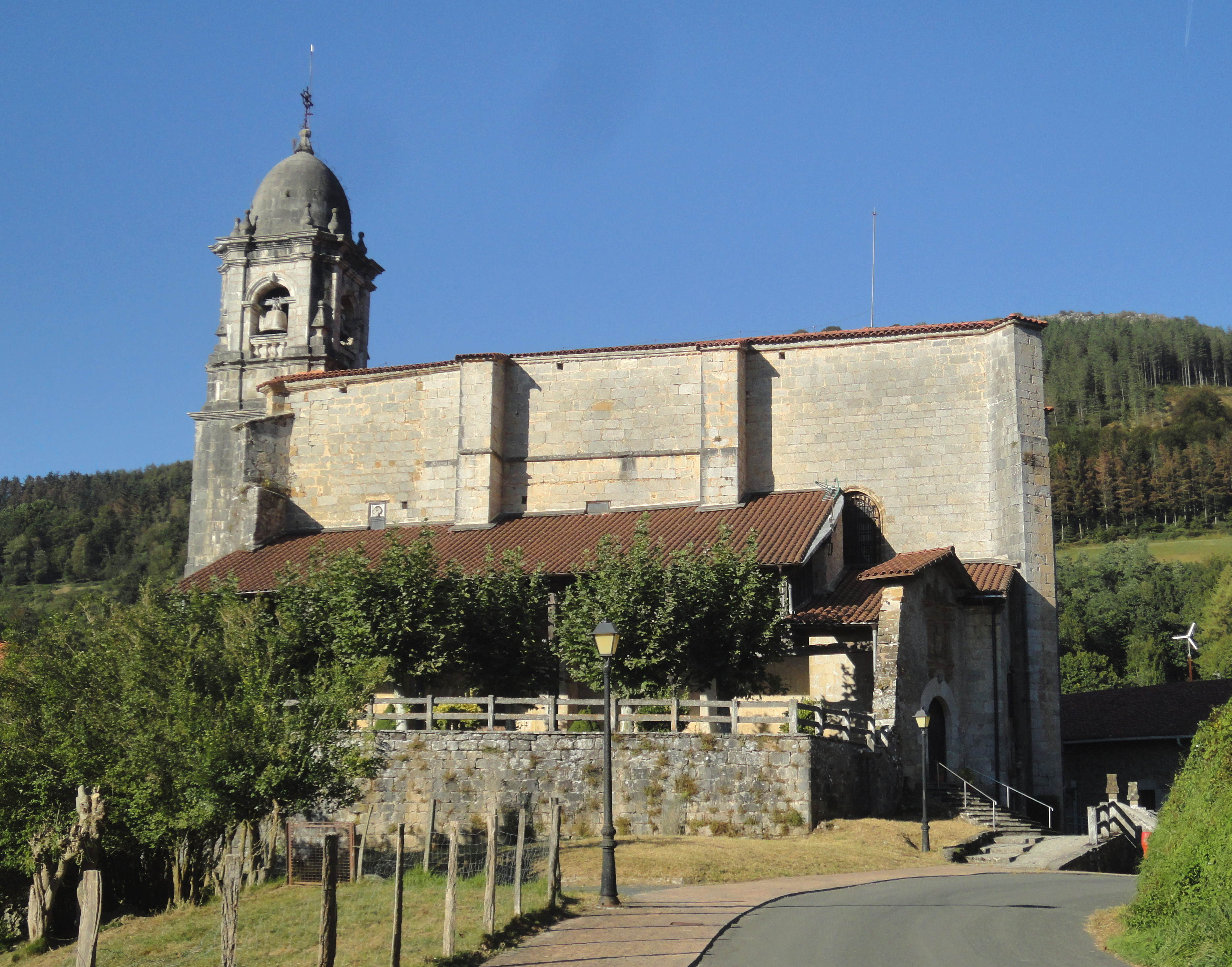
Kirche Mariä Himmelfahrt

- Kirche Mariä Himmelfahrt